# رافي كاسيدي
رافي كاسيدي هي ممثلة إنجليزية ولدت في 12 نوفمبر 2001.

## روابط خارجية
رافي كاسيدي على موقع IMDb (الإنجليزية)
- رافي كاسيدي على موقع روتن توميتوز (الإنجليزية)
- رافي كاسيدي على موقع ألو سيني (الفرنسية)
- رافي كاسيدي على موقع ميوزك برينز (الإنجليزية)
- رافي كاسيدي على موقع أول موفي (الإنجليزية)
- رافي كاسيدي على موقع قاعدة بيانات الفيلم (الإنجليزية)
- رافي كاسيدي على موقع كينوبويسك (الروسية)